# Jawsh 685
Joshua Christian Nanai (nascido em 5 de novembro de 2002), mais conhecido como Jawsh 685, é um criador de batidas e produtor musical neozelandês. Enquanto estudante na Manurewa High School, em South Auckland, Nova Zelândia, ele fez a sua descoberta com o single "⁣Savage Love (Laxed — Siren Beat)⁣" em 2020, em colaboração com o cantor de R&B americano Jason Derulo, que alcançou o número 1 em mais de 15 países, incluindo os Estados Unidos, o Reino Unido, o Canadá, a Austrália e a Nova Zelândia.

## Juventude e carreira
Nanai nasceu e foi criado em South Auckland e atualmente mora em Manurewa. Ele é misto, meio samoano e meio descendente das Ilhas Cook. O "685" em seu nome artístico se refere ao código de chamada para Samoa. Ele se tornou o primeiro pacífico e o terceiro neozelandês a chegar ao topo do UK Singles Chart.

## Discografia

### Singles
| Título                                                                             | Ano  | Posições do gráfico de pico | Posições do gráfico de pico | Posições do gráfico de pico | Posições do gráfico de pico | Posições do gráfico de pico | Posições do gráfico de pico | Posições do gráfico de pico | Posições do gráfico de pico | Posições do gráfico de pico | Posições do gráfico de pico | Certificações | Álbum             |
| Título                                                                             | Ano  | NZ                          | AUS                         | AUT                         | BEL                         | CAN                         | ALE                         | SUE                         | SUI                         | RU                          | EUA                         | Certificações | Álbum             |
| ---------------------------------------------------------------------------------- | ---- | --------------------------- | --------------------------- | --------------------------- | --------------------------- | --------------------------- | --------------------------- | --------------------------- | --------------------------- | --------------------------- | --------------------------- | --- | ----------------- |
| "Laxed (Siren Beat)"                                                               | 2020 | —                           | —                           | —                           | —                           | —                           | —                           | —                           | —                           | —                           | —                           | | Singles sem álbum |
| "Savage Love (Laxed – Siren Beat)" (com Jason Derulo)                              | 2020 | 1                           | 1                           | 1                           | 1                           | 1                           | 1                           | 1                           | 1                           | 1                           | 1                           | - RMNZ : 2× Platina - ARIA : 4× Platina - BEA : 1× Platina - BPI : 1× Platina - BVMI : 1× Platina - GLF : 2× Platina - IFPI AUT : 1× Platina - RIAA : 1× Platina | Singles sem álbum |
| "Sweet & Sour" (com a participação de Lauv e Tyga)                                 | 2020 | 8                           | —                           | —                           | —                           | —                           | —                           | 89                          | —                           | —                           | —                           | - RMNZ: 1× Ouro | Singles sem álbum |
| "—" denota uma gravação que não foi traçada ou não foi lançada naquele território. |      |                             |                             |                             |                             |                             |                             |                             |                             |                             |                             | |                   |

## Prêmios e indicações
| Prêmio                   | Ano  | Destinatário(s) e nomeado(s)                                            | Categoria               | Resultado | Ref.   |
| ------------------------ | ---- | ----------------------------------------------------------------------- | ----------------------- | --------- | ------ |
| Gaon Chart Music Awards  | 2021 | "Savage Love (Laxed - Siren Beat) (BTS Remix)" (com Jason Derulo e BTS) | Canção do ano - outubro | Indicado  | [ 29 ] |
| iHeartRadio Music Awards | 2021 | "Savage Love (Laxed - Siren Beat)" (com Jason Derulo)                   | TikTok Bop do ano       | Indicado  | [ 30 ] |
| Melon Music Awards       | 2020 | "Savage Love (Laxed - Siren Beat) (BTS Remix)" (com Jason Derulo e BTS) | Melhor pop              | Indicado  | [ 31 ] |